# Oshik Levi
 (septembre 2019).
Si vous disposez d'ouvrages ou d'articles de référence ou si vous connaissez des sites web de qualité traitant du thème abordé ici, merci de compléter l'article en donnant les références utiles à sa vérifiabilité et en les liant à la section « Notes et références ».
Oshik Levi, né Asher Levy le 7 avril 1944, est un chanteur, acteur et artiste israélien.

## Biographie
Levi est élevé et éduqué à Bnei Brak et à Jérusalem. Il est le fils d'un père d'origine bulgaro - yéménite et d'une mère de Boukhari - d'origine grecque. Il commence sa carrière musicale à l'âge de 16 ans. Après avoir servi dans le Central Command Band au milieu des années 1960, il forme le Boardwalk Quartet, avec Gabi Berlin, Hedva Amrani, David Tal (Rosenthal) et Aryeh Granot.
À la fin des années 1960, il est membre du Twin Trio, aux côtés de Hanan Goldblatt et Popik Arnon. 
En 1969, il joue dans le film My Margo de Menahem Golan.
En février 1971 , il sort son premier album solo, A Little Quiet
En 1972, il joue le rôle principal dans le film de Paul L.A. Smith Jaco and the Outlaws. 